# Sean Lennon
Sean Taro Ono Lennon (Nova Iorque, 9 de outubro de 1975) é um cantor, compositor, multi-instrumentista, escritor, produtor musical, ator e cantautor norte-americano, de ascendência japonesa, irlandesa e britânica. É o único filho de John Lennon com Yoko Ono, a segunda esposa do músico.
Sean possui um casal de meios-irmãos: Julian Lennon, filho de seu pai com a primeira esposa dele, Cynthia Powell, e Kyoko Chan Ono Cox, filha de sua mãe com o primeiro marido dela, Anthony Cox.

## Biografia
Nascido em Nova Iorque, em 9 de outubro de 1975, no aniversário de 35 anos de seu pai. Ele tem ascendência irlandesa e britânica por parte de pai, e japonesa por parte de mãe. Após seu nascimento, John Lennon tornou-se um pai caseiro, cuidando de seu filho até seu assassinato em 8 de dezembro de 1980. Sean cursou pré-escola em Tóquio e foi educado no exclusivo internato privado Institut Le Rosey em Rolle, Suíça, e depois nas escolas Ethical Culture Fieldston School e Dalton School, já em Nova Iorque.
Atualmente, Sean vive nos Estados Unidos, na cidade de Nova York, sua cidade natal, e a mesma cidade onde seu pai foi assassinado, onde trabalha como produtor musical.
Em 1988, atuou com o cantor Michael Jackson e Joe Pesci no longa de animação Moonwalker, dirigido por Jerry Kramer e Colin Chilvers.
Em 2006 Sean Lennon lançou o seu mais recente álbum "Friendly Fire". Seu padrinho é o cantor britânico Elton John, que era um dos melhores amigos de John Lennon.

## Discografia

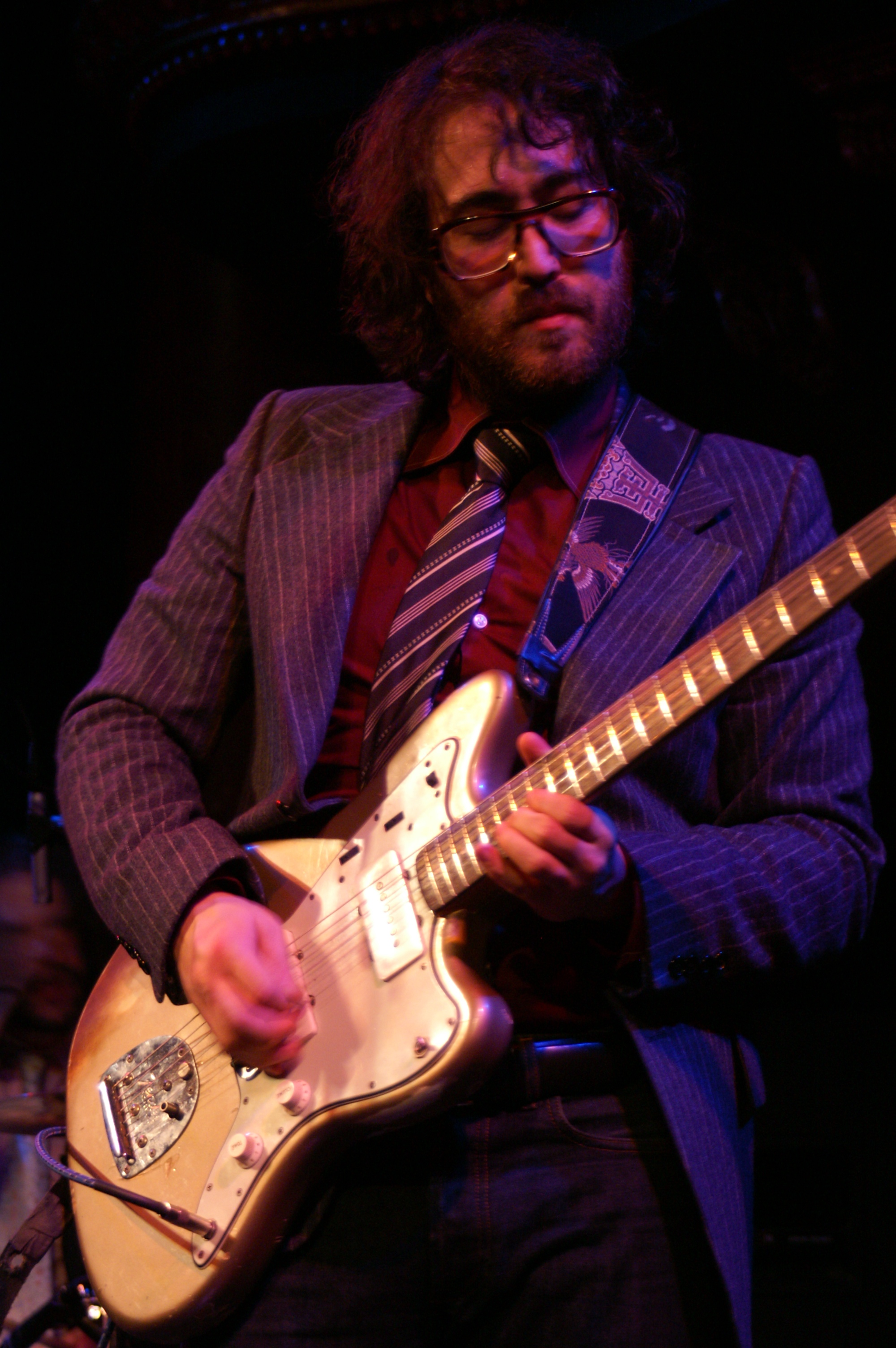
Sean Lennon se apresentando em 29 de abril de 2007

### Álbuns solo
- Into the Sun (1998)
- Half Horse, Half Musician (1999)
- Friendly Fire (2006)

### ComLana Del Rey
- Lust For Life (2017)

### ComAlbert Hammond, Jr.
- Yours to Keep (2006)
- ¿Cómo Te Llama? (2008)

### ComCibo Matto
- Super Relax (1997)
- Stereo * Type A (1999)

### ComThe Ghost of a Saber Tooth Tiger
- Acoustic Sessions (2010)
- La Carotte Bleue (2011)

### ComYoko Ono/Plastic Ono Band
- Rising (1995)
- Blueprint for a Sunrise (2001)
- Don't Stop Me! EP (2009)
- Between My Head and the Sky (2009)
- The Flaming Lips 2011 EP: The Flaming Lips with Yoko Ono/Plastic Ono Band (2011)

### Como produtor
- Soulfly – Primitive (2000)
- Valentine Original Soundtrack (2001)
- Esthero – Wikked Lil' Grrrls (2005)
- Irina Lazareanu – Some Place Along the Way (2007)
- Yoko Ono/Plastic Ono Band – Between My Head and the Sky (2009)

## Filmografia
- Moonwalker (1988)
- Five Children And It (2004)
- Smile for the Camera (2005)
- Friendly Fire (2006)
- The Stranger[4] (2008)
- Rosencrantz and Guildenstern Are Undead (2008)
- Tea Fight (2008)
- A Monster In Paris (Un Monstre à Paris) (2011)
- Alter Egos ( 2012)